# فافو اتول
فافو اتول (به لاتین: Faafu Atoll) یک منطقهٔ مسکونی در مالدیو است که در مالدیو واقع شده‌است. فافو اتول ۴٬۱۱۹ نفر جمعیت دارد.